# 林德 (美國海軍將領)

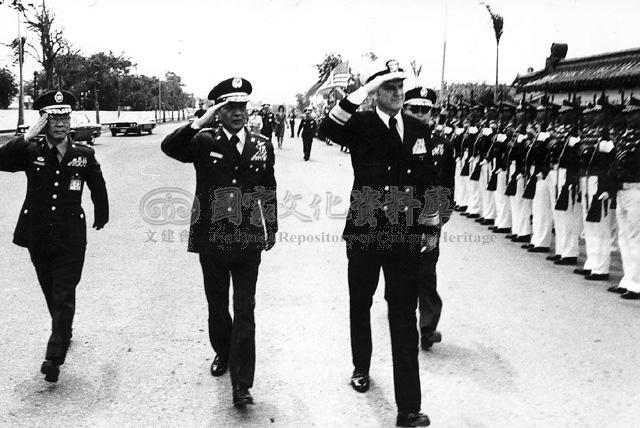
1978年12月8日，美軍協防台灣司令部司令林德少將，由中華民國國防部副參謀總長姚兆元中將陪同檢閱儀隊

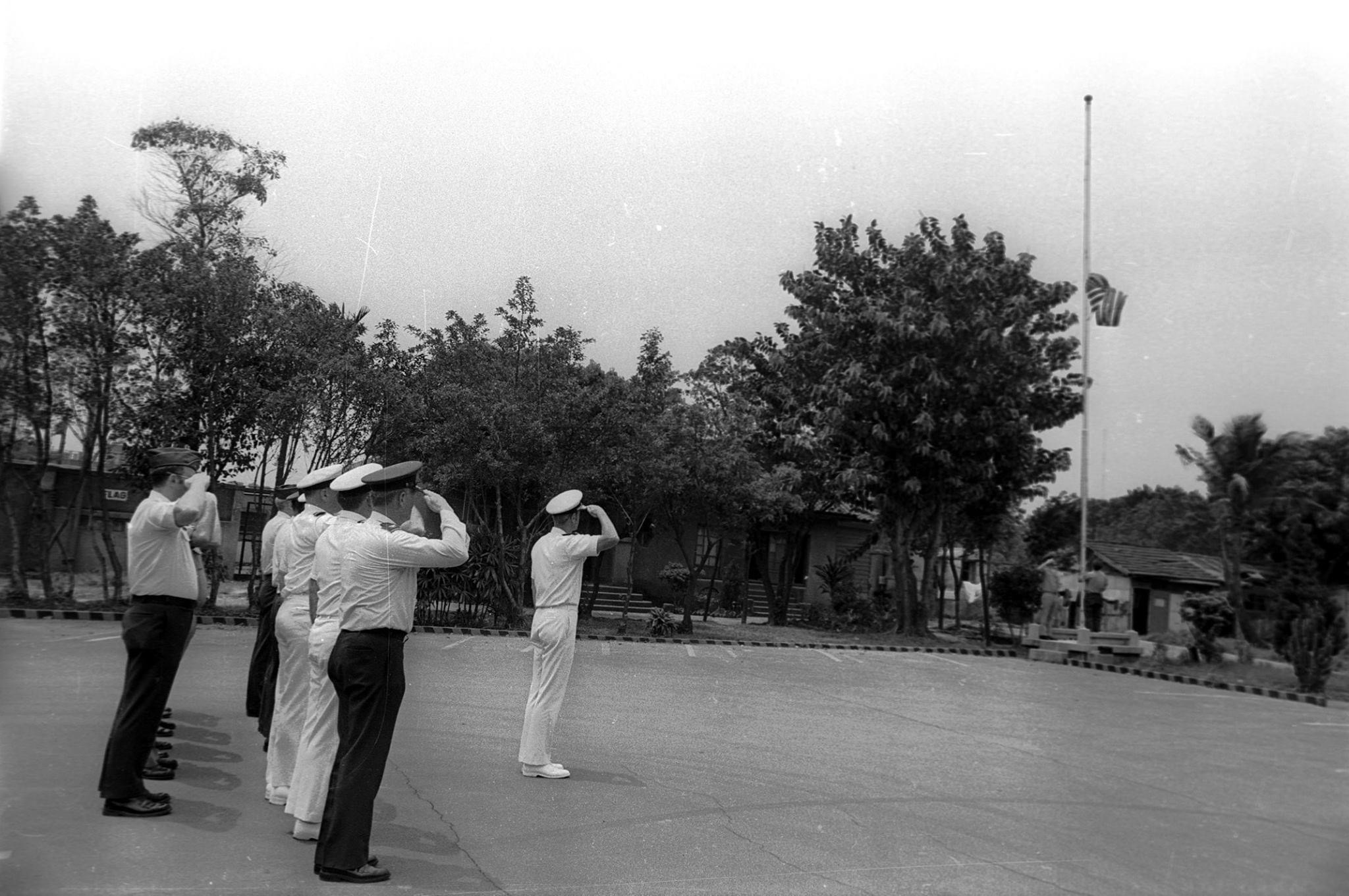
1979年4月28日，美軍協防台灣司令部舉行最後一次降旗典禮。美軍協防台灣令部指揮官林德海軍少將主持了此次儀式。

林德（英語：James Benjamin Linder，1925年10月13日—2009年4月7日），曾任美國海軍軍官、海軍飛行員。服役於朝鮮戰爭和越南戰爭。林德是美軍協防台灣司令部的第11任（末任）司令，也是最後一位離台的軍官。他以海軍少將的身份退休，是美國獲得勳章最多的25名退伍軍人之一。

## 經歷
林德於1925年10月13日出生在愛荷華州的奧西奧拉。
他於1943年5月19日加入美國海軍，服役至1943年10月31日。林德後來於1945年進入美國海軍學院，並於1949年6月3日獲得海軍少尉的委任，在飛機上服役1949年6月至9月，美國航空母艦富蘭克林·D·羅斯福 (CV-42)
1966年5月11日，他因領導第76攻擊中隊，並親自駕A-4天鷹式攻擊機對北越清化的一個機動地對空飛彈站點進行精確打擊而被授予銀星勳章。在戰鬥中獲得海軍十字勳章和銀星勳章後，他連續三天獲得了第二、第三和第四銀星勳章。
林德於1967年2月至1968年5月擔任第15艦載機聯隊的指揮官，並於1967年8月至1968年2月再次在東南亞執行戰鬥任務。
1969年9月至1971年3月，擔任海軍人力和後備事務助理部長的高級海軍助理。林德上校於1971年6月至1972年9月擔任西爾瓦尼亞號戰艦 (AFS-2) 的指揮官，隨後1972年10月至1974年5月擔任航空母艦USS Forrestal (CVA-59) 的指揮官。1974年5月至1975年6月擔任海軍作戰部助理副部長/海軍行政總監，隨後於1975年7月至1977年7月擔任第4航艦戰鬥群指揮官。
1977年7月26日，林德成為美軍協防台灣司令部（USTDC）的最後一任司令，他負責監督因外交關係從中華民國轉向中華人民共和國，而終止並關閉所有下屬司令部，並於1979年4月28日撤離所有駐台美軍。
在1978年10月初，美軍協防台灣司令部司令林德少將，要求他的參謀制定一份和平狀態下從台灣撤出所有部隊的計劃。考慮到政治敏感性，這一計劃的製定者僅限於美軍協防台灣司令部的參謀人員；其他美國軍事單位末被建議參與計劃制定。該計劃主要由協防司令部的理查德·沃塞納（CDR. Richard Worsena）海軍中校負責編寫。林德少將批准計劃草案後，將其傳送給在台灣的其他美國軍事單位進行研究和修訂。該計劃的代號是美軍協防台灣司令部506x號作戰計劃，隨後被命名為“火砲裝甲”行動（Operation Battery Plate）。雖然被視為作戰計劃，實際上這項計劃只是個用於撤出在台灣的美軍人力和物資的行政管理計劃；計畫經太平洋司令部總司令莫里斯·F·維斯納爾海軍上將初步審核後，送交參謀長聯席會議，12月27日由參謀長聯席會議主席大衛·C·瓊斯空軍上將於12月30日批准執行該計劃，林德少將宣布於1月1日開始執行，參謀長聯席會議將撤軍完成日期定為1979年4月30日。
1979年5月起，他擔任太平洋司令部總司令唐納德·C·戴維斯上將的特別助理，直至1979年8月31日退休。

## 獎章
除了獲得海軍十字勳章外，林德少將還獲得了四次銀星勳章、一枚國防卓越服務勳章、四枚軍團功勳勳章、七枚傑出飛行十字勳章、一枚銅星勳章和二十四枚空中獎章。
|  |

|  |  |             |           |
|  |  |             | V         |
|  |  |             | Gold star |
|  |  |             |           |
|  |  | Bronze star |           |
|  |  |             |           |
|  |  | Bronze star |           |
|  |  |             |           |